# Francia–spanyol háború (1683–1684)
Az 1683–84-es francia–spanyol háború, francia szóhasználatban „(újra)egyesítési háború” (guerre des réunions) egy viszonylag rövid ideig tartó katonai konfliktus volt a Francia Királyság és a Spanyol Királyság között. XIV. Lajos francia királyt nem elégítették ki korábbi hódító hadjárataiban – az 1667–1668-as devolúciós háborúban és az 1672–1679-es francia–holland háborúban – elért területi gyarapodások. További területeket kívánt szerezni elsősorban Spanyol-Németalföld rovására. Kormánya 1679–1682 között az „egyesítési politikát” (politique des réunions) folytatta, azaz a békeszerződések joghézagait kihasználva, diplomáciai és jogi manőverekkel való megalapozás után, XIV. Lajos hadserege békeidőben, hadüzenet nélkül megszállta az igényelt területeket. A kisebb konfliktusok sorozata fokozatosan eszkalálódott, míg 1683-ban a szorongatott Spanyolország formálisan is hadat üzent, ekkor robbant ki a „hivatalos” háború.
Spanyolországot cserben hagyták szövetségesei, Hollandia és a Német-római Birodalom, ezért hamarosan békét kellett kérnie. A háborút az 1684. augusztus 15-én megkötött regensburgi fegyvernyugvási szerződés (Trêve de Ratisbonne) zárta le, ebben a hadviselő felek húsz évnyi fegyvernyugvásban állapodtak meg, elfogadva a status quót.

## Előzmények
Ez a háború a korábbi devolúciós háború (1667–1668) és francia–holland háború (1672–1679) közvetlen következménye volt. 
A Hollandia elleni győzelem ellenére XIV. Lajos elégedetlen volt az elért területi nyereségekkel. Még 1679-ben elbocsátotta külügyminiszterét, Pomponne márkit, helyére Colbert pénzügyminiszter tehetséges öccsét, Charles Colbert de Croissy márkit nevezte ki. Az új külügyminiszter dolgozta ki és javasolta a királynak azon diplomáciai és katonai manőver-sorozatot, amelyet a „birtok-egyesítések politikájának” (politique des réunions) neveztek.
XIV. Lajos a sikeres háború végeztével sem oszlatta fel hadseregeit. Teljes létszámban (280 000 fő) fegyverben tartva, hatékony eszközként használta őket „birtok-egyesítő” politikájának (Réunions) keresztülerőszakolásában. A királyság határainak védelmére XIV. Lajos hatalmas erődrendszer kiépítésébe kezdett. Vauban márki, tábornagy (1633–1707) 160 új erődítményt létesített vagy korszerűsített Franciaország szárazföldi és tengeri határai mentén. Erre a bázisra építve kezdte meg XIV. Lajos a lépésenkénti terjeszkedést.

## A francia„egyesítési politika”
Az 1683–84-es francia–spanyol háború, amit a franciák következetesen az „egyesítések háborújának” (guerre des réunions) neveznek, nem hirtelen robbant ki. 1679–1682 között éveken át tartó diplomáciai és katonai manőversorozat előzte meg, amelynek keretében Franciaország – békeidőben – kisebb-nagyobb területeket ragadott el Spanyolországtól és szövetségeseitől, azon a jogcímen, hogy a rosszul megszövegezett békeszerződések révén ezek is a francia koronát illetik.
Új külügyminiszterének, Croissy márkinak tanácsára XIV. Lajos már 1679-ben „egyesítő kamarákat” (chambres des réunions) állított fel, amelynek tagjai tanult jogászok és történettudósok voltak. E bizottságokat a király azzal bízta meg, hogy vizsgálják át az elmúlt években Franciaország által megkötött összes békeszerződés területi rendelkezéseit. A harmincéves háborút lezáró, 1648-as  vesztfáliai béke, a devolúciós háborút lezáró, 1668-as aacheni békeszerződés és a francia–holland háborút lezáró, 1679-ben kötött nijmegeni békeszerződés rendelkezései alapján Franciaország számos kisebb-nagyobb területet szerzett meg. Az egyesítő kamaráknak – a szerződések és a birtokviszonyok aprólékos átvizsgálásával – meg kellett állapítaniuk, Franciaország ténylegesen megkapta-e valamennyi neki járó területet, minden olyan földdel és csatolt birtokkal („dépendences”-okkal) együtt, amelyek valaha ezekhez tartoztak, ezeknek részei voltak.
Korabeli szokásjog szerint, ha egy uralkodó megszerzett egy várost, ezzel megszerezte a jogot a város saját birtokaira, és a környező vidékre (falvakra, termőföldekre). Például Elzász a 17. századtól kezdve eltérő birtokterületek valóságos szövevényéből, „patchwork”-jéből állt össze. 1648-ban Franciaország megszerezte az osztrák Habsburgok birtokát, a Sundgaut, egy aránylag kis területet, Mulhouse-tól délre. A nijmegeni békeszerződés lényegében helybenhagyta ezt a helyzetet, XIV. Lajos azonban úgy értelmezte, teljes szuverén jogot szerzett mindazokra a „maradék” területekre is, amelyek még a Német-római Birodalomhoz tartoztak. 1679-től kezdve az egyesítő kamarák megbízást kaptak, hogy nyomozzák le és vizsgálják ki e területek jogállását. Ehhez nagy mennyiségű helyi (tehát német-római birodalmi) joganyagot is fel kellett kutatniuk. Ugyanezt az eljárást folytatták le a Luxemburg és a Spanyol-Németalföld határvidékén is. A legnagyobb ilyen királyi vizsgálóbizottság a lotaringiai Metzben működött.
A békeszerződésekben számos esetben hanyagul, vagy félreérthetően írták körül a tárgyalt területek és birtokok határvonalait. Amennyiben a francia kormánybizottságok olyan területekre találtak, amelyekről bizonyítható volt, hogy korábban függelékei voltak a békeszerződésekben Franciaországhoz került valamelyik tartománynak, akkor a korona ezekre a „plusz” területekre is bejelentette igényét, „egyesítés” jogcímén. Ez volt XIV. Lajos király ún. „egyesítési politikája” (politique des réunions), amelynek jogalapját a jogászi kamarák dolgozták ki: „megvizsgálták” az igényeket, és mindig a király elvárásának megfelelő ítéletet hoztak. A döntést közölték az érintett területek fejedelmével vagy elöljáróságával, felszólítva őket, vessék alá magukat a francia joghatóságnak.

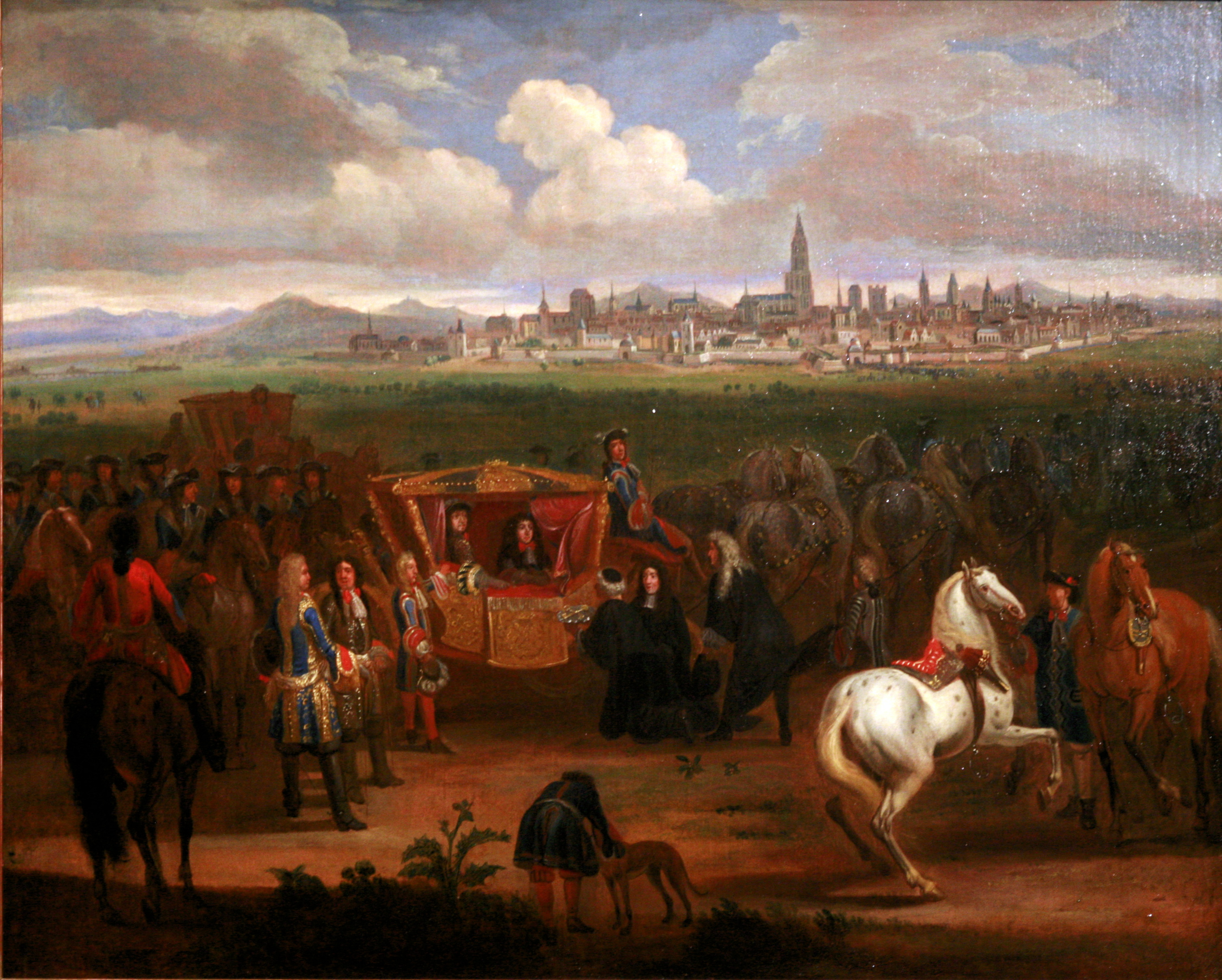
XIV. Lajos hadai beveszik Strassburg szabad birodalmi várost, 1681.

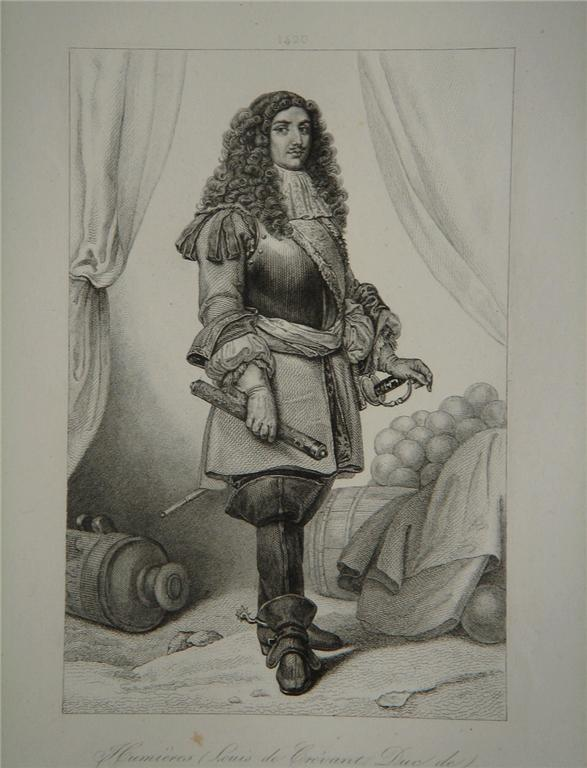
Louis de Crévant, Humières hercege, a flandriai francia erők parancsnoka.

## Az egyesítések „folyamatba tétele”
Az igénybejelentés után a francia hadsereg hadüzenet nélkül bevonult az „egyesítendő” területekre. A lakosság, és a helyi elöljáróságok általában a franciákkal szimpatizáltak. A helyi hatóságok, megfelelő fegyveres erő híján befejezett tény elé kerültek, nem tanúsítottak komolyabb ellenállást. A spanyol helyőrségeket kivonták, csak elszigetelt csetepatékra került sor. A „furcsa háborúban” elfoglalt területeket a Francia Királysághoz csatolták. A spanyol kormány tiltakozó jegyzékeket küldött Párizsba, eredménytelenül.
A Lajos által igényelt területek főleg a Spanyol-Németalföldön és a Német-római Birodalom nyugati végvidékén (elsősorban Elzászban) feküdtek. A megszerzendő nyílt vidékek azonban védtelenek voltak az erős helyőrségi városok birtoklása nélkül. A frissen megszerzett Elzász megtartásához Lajosnak le kellett foglalnia Strassburgot, a hatalmas luxemburgi erődítmények megszerzése pedig a Spanyol-Németalföldi szerzemények biztosításához volt szükséges.
A terjeszkedés az apróbb városok és azok „dépendence”-aik „egyesítésével” kezdődött. 1680 augusztusában XIV. Lajos megszállta Elzász azon területeit, amelyekről az egyesítési kamarák úgy döntöttek, ezek az 1648-ban megszerzett 10 városhoz csatolt részeknek tekintendők. 1681-ben XIV. Lajos hatalmas erejű hadsereggel körülzárta a Német-római Birodalomhoz tartozó Strassburg szabad várost. Rövid ostromzár után, 1681 szeptemberében a város megadta magát.1681. október 8-án a francia királyi hadsereg bevonult Strassburgba. Még ugyanebben az évben XIV. Lajos bekebelezte az egész elfoglalt Elzászt, ezzel elejét vette, hogy Strassburgon keresztül német-római császári támadások érjék.
A Milánó felé tekintő XIV. Lajos „mellékesen” délkeleten, az Alpokon át is terjeszkedett, a Savoyai-ház uralma alatt álló Piemont rovására. (A Savoyai-ház a Német-római Birodalom hűbérese volt, de francia csapatok szabadon átvonulhattak Savoya és Piemont területén Lombardia felé). 1681 szeptemberében Franciaország megszállta a stratégiai helyzetű Casale Monferrato erődöt, Lombardia és Mantova kapujában. Ezzel és a nyugat-piemonti Pignerol (Pinerolo) erődjével harapófogóba zárta a Savoyai Hercegség nagy részét, és bejelentette igényét a Milánói Hercegségre, a Spanyol Királyság birtokára.
A francia nagyhatalom Észak-Amerikában is terjeszkedett. René de La Salle Québec-ből kiindulva feltárta a Nagy-tavak vidékét és Michigant (1678–1679), teljes hosszában végighajózta a Mississippi folyót (1682) és kijutott a Mexikói-öbölbe. 1682. április 9-én-én megalapította Louisiana francia gyarmatot. E területek egészen 1762-ig, a hétéves háborút lezáró fontainebleau-i békeszerződésig a Francia Királyság birtokában maradtak.
1679 és 1683 között XIV. Lajosnak számos Habsburg-tartományt sikerült megszereznie. „Egyesítette” saját országával Vaudémont grófságot (Comté de Vaudémont), a korábban Lotaringiához tartozott Saarburg (Sarrebourg) városát, a Nassau–Saarbrückeni grófságot (Comté de Nassau–Sarrebruck), a Vogézekben lévő ősi Salm grófságot (Comté de Salm-en-Vosges), a Luxemburgi grófság területének egy részét, a Saar-vidéki Homburg (Hombourg) városát, a Pfalz–Zweibrücken Hercegséget (németül Herzogtum Pfalz–Zweibrücken, francia nevén Principauté du Palatinat-Deux-Ponts), a Franche-Comté-béli Montbéliard Hercegséget (Principauté de Montbéliard), továbbá Weißenburg (Wissembourg) és Straßburg (Strassbourg) városait, Alsó-Elzász egy részével együtt.
A Spanyol Királyság külpolitikailag elszigetelődött, sehonnan sem számíthatott támogatásra. Szövetségese, a Holland Egyesült Tartományok Köztársasága, alig 5 évvel a legutóbbi, nagy vérveszteséggel járt francia–holland háború után nem vállalhatta egy újabb konfliktus kockázatát. A főkormányzói hatalom helyreállítása miatt polgárháborúval fenyegető, bizonytalan belső helyzet állt elő Hollandiában. Amszterdam küldöttei a békét, Orániai Vilmos herceg, főkormányzó (Stathouder) képviselői a háborút pártolták. I. Lipót német-római császár sem tudott segítséget küldeni madridi unokafivérének, mivel ugyanezekben a hónapokban 1683. júliusában XIV. Lajos szövetségese, az Oszmán Birodalom történetének legnagyobb offenzíváját indította meg a Német-római Birodalom keleti határán, részben XIV. Lajos bátorító üzeneteinek köszönhetően. Az oszmán hadsereg három hónapon át ostromolta Bécset. Lipót császár hadai le voltak kötve Keleten.

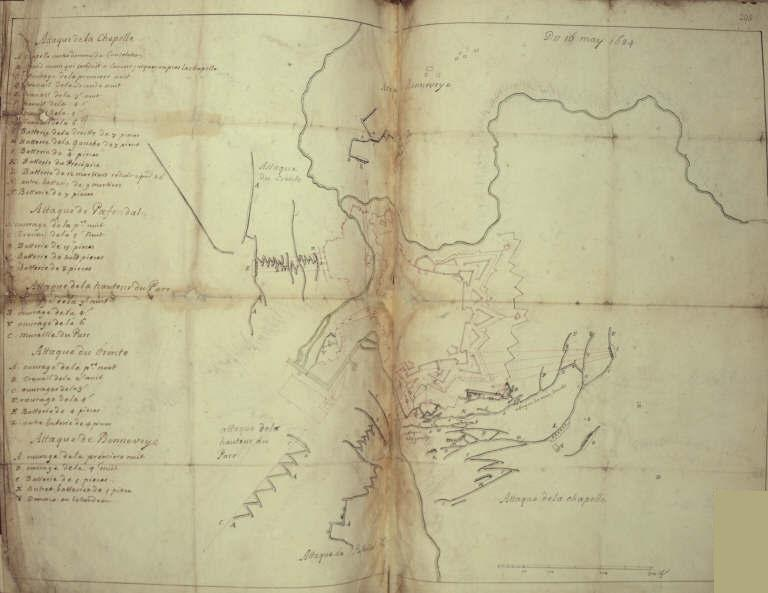
Korabeli hadi térkép Luxembourg ostromáról, 1684. május 16.

## A „hivatalos” háború kirobbanása
A békeidőben elkövetett nyílt, sorozatos agresszió súlyos fenyegetést jelentett Spanyolországnak. A spanyol kormány hevesen tiltakozott németalföldi területeinek elragadása és a spanyol korona területein állomásozó francia katonaság miatt. 
Végül 1683. október 26-án a spanyol kormány ultimátumot küldött XIV. Lajosnak, ezzel hivatalosan is kitört a háború a két ország között. 1683 novemberében XIV. Lajos hadserege megindult, és elfoglalta a spanyol-németalföldi Kortrijk (Courtrai) erődített városát, majd a Spanyol-Németalföld keleti részét. Kortrijk erődítményrendszerét Vauban marsall utasítására 1684-ben lerombolták, az nem is épült többé újjá, egyetlen épen maradt része a ma is látható, középkori eredetű „Broeltorens” ikertornyok, a Leie folyó fölött.
1684-ben XIV. Lajos megszerezte a Pfalzi Választófejedelemséget (Kurpfalz) is, ennek helyén létrehozta a francia Saar-vidék tartományt. Hadai elfoglalták a Schelde folyó alsó szakaszát, kézre kerítve Flandria nagy területeit. Bevették Diksmuide (Dixmude) erődített városát is.
Az 1555 óta a spanyol koronához tartozó Luxemburg elutasította a meghódolást. Védőit német–római birodalmi csapatok is erősítették. 1684. április 29. a franciák ostrom alá vették, és két hónapon át tartó ostrom után 1684 júniusában elfoglalták az erődrendszert. XIV. Lajos – az „egyesítési politika” jegyében – saját országához csatolta a Luxemburgi grófságot is. A csatamezőkön a francia csapatok – ahogy a korábbi háborúkban – mindenütt legyőzték a spanyolokat.
Az „egyesítési háborút” – viszonylagos rövidsége ellenére – kifejezetten véres és pusztító konfliktusként tartják nyilván. XIV. Lajos katonai tanácsadói rendkívül durva módszereket alkalmaztak a hadjárat során, hogy az ellenséges parancsnokokat mielőbbi megadásra bírják. Az egyik csata során Louvois márki utasítására Montal grófja Charleroi környékén 20 falut égettek porrá megtorlásul, mert korábban a spanyolok felégettek két szérűt egy francia falu határában. Louvois külön hangsúlyozta, hogy a 20 faluban egyetlen ház sem maradhat épen.

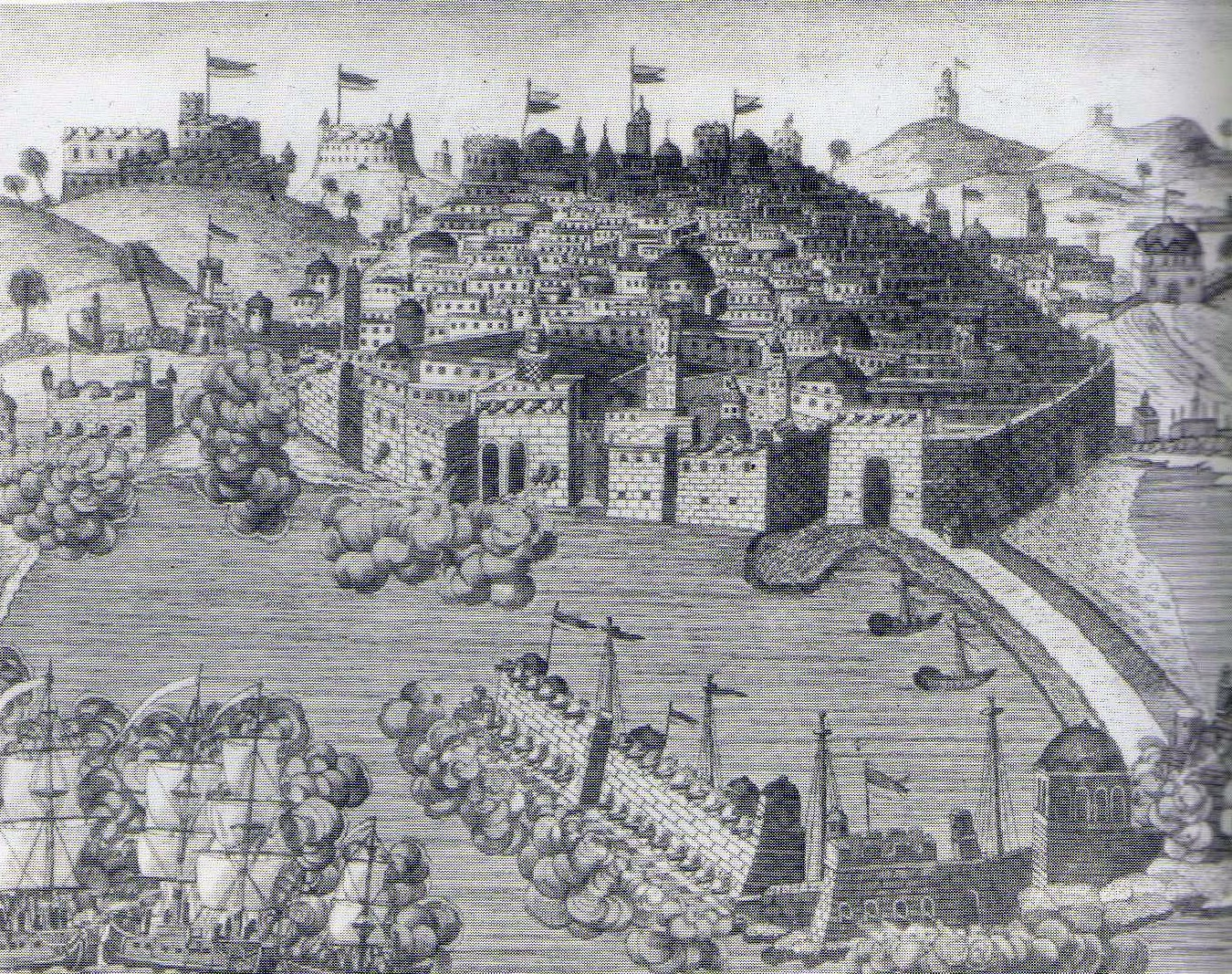
Duquesne flottája Algírt löveti, 1682. július–augusztus.
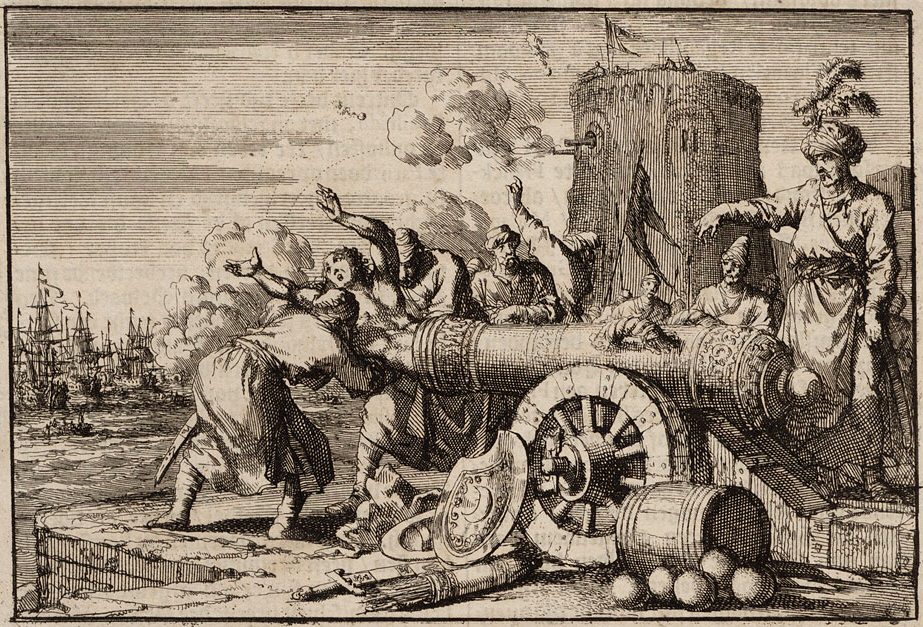
Duquesne flottája Algírt löveti, 1683. Le Vacher kivégzése.
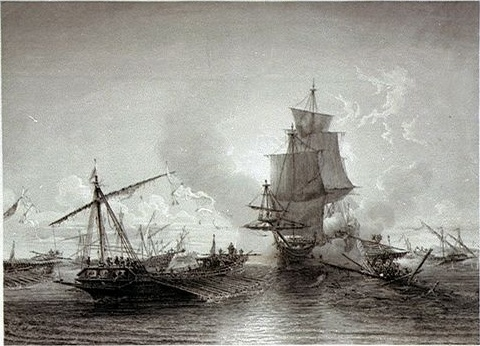
Francia hadihajó spanyol gályák ellen harcol, 1684.
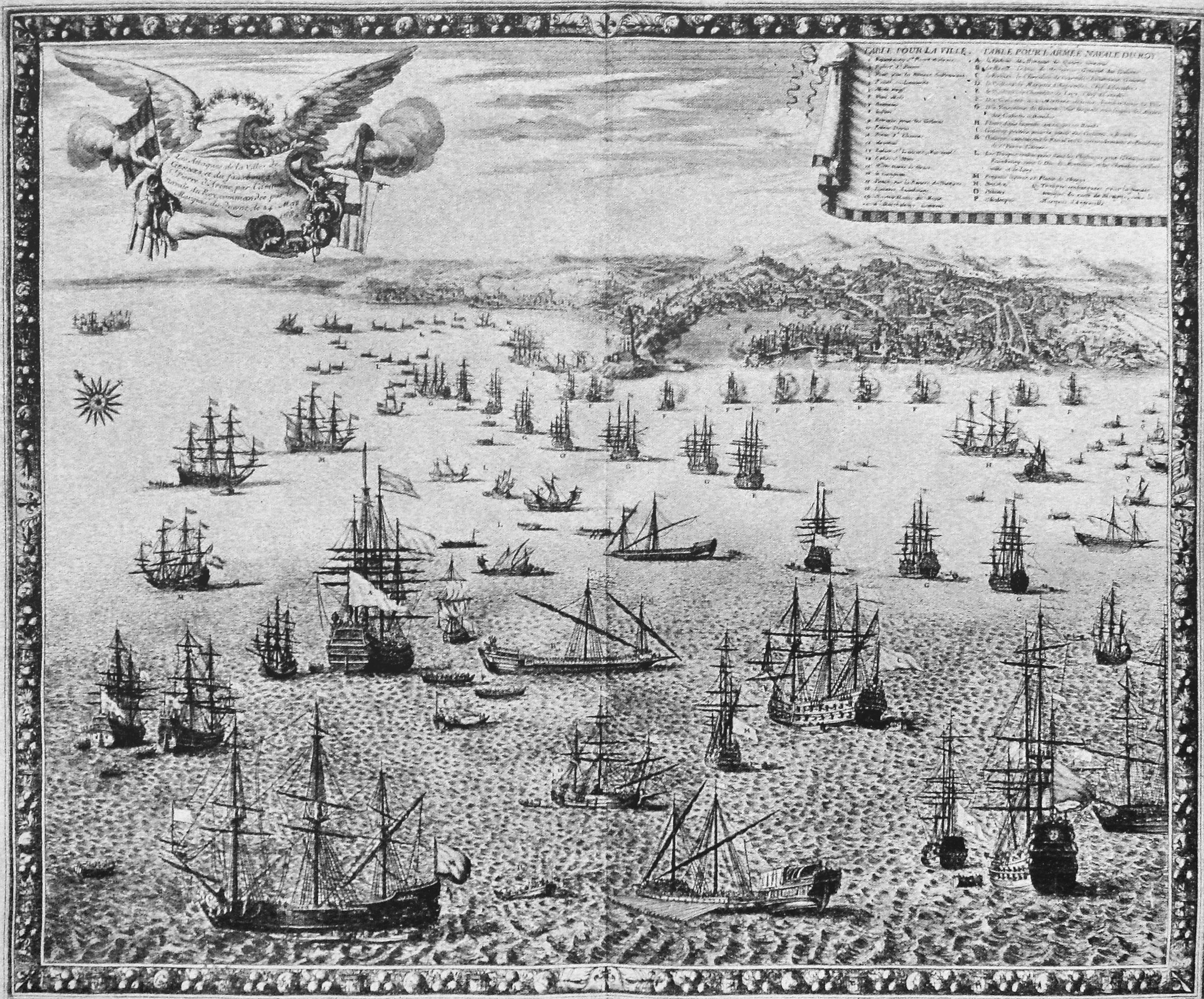
Duquesne tengernagy Genovát löveti, 1684.
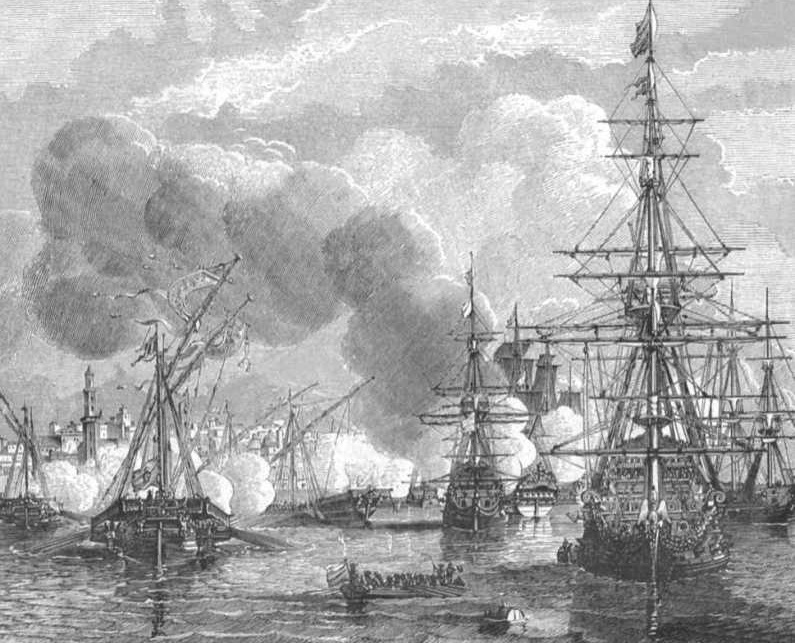
Duquesne tengernagy Genovát löveti, 1684.

Közben a Földközi-tengeren már 1681 óta folyt Franciaország külön háborúja az Oszmán Birodalom hűbéres állama, az Algíri Régensség ellen is. Abraham Duquesne francia ellentengernagy (chef d’escadre) flottája 1682-ben és 1683-ban is tüzérséggel bombázta Algírt, hogy az elfogott keresztény foglyok kiadatását kikényszerítse. Válaszul az algíri török helytartó 1683. július 26-án ágyúcső elé kötöztette és kivégeztette Jean Le Vacher atyát, Franciaország algíri konzulját. A franciák megtudták, hogy Genova kikötőjén keresztül hadianyag-utánpótlás jutott Algírba, sőt ugyanott Lombardia biztosítására küldött spanyol katonák partraszállítását engedélyezték. Megtorlásul Duquesne flottája 1684. május 17-én felvonult a város előtt, és ágyútűz alá vette a kikötőt. A 12 napon át tartó bombázás tűzvészt idézett elő, a genovai kikötő teljesen elpusztult. Genova dózséjának a francia király lába elé borulva kellett megalázkodnia, és városának kegyelmet kérnie. (Duquesne protestáns volt, ezért Lajos megtagadta admirálisi kinevezését, kárpótlásul d’Étampes márkijává nevezte ki, és jelentős földbirtok-adománnyal jutalmazta.) A francia hadviselés kíméletlenségét látva a Holland Egyesült Tartományok is meghátráltak. Bár a Spanyol-Németalföld elleni sikeres francia offenzíva Hollandiát is fenyegette, 1684. június 29-én mégis felmondták a Habsburg Spanyolországgal kötött katonai szövetségét.

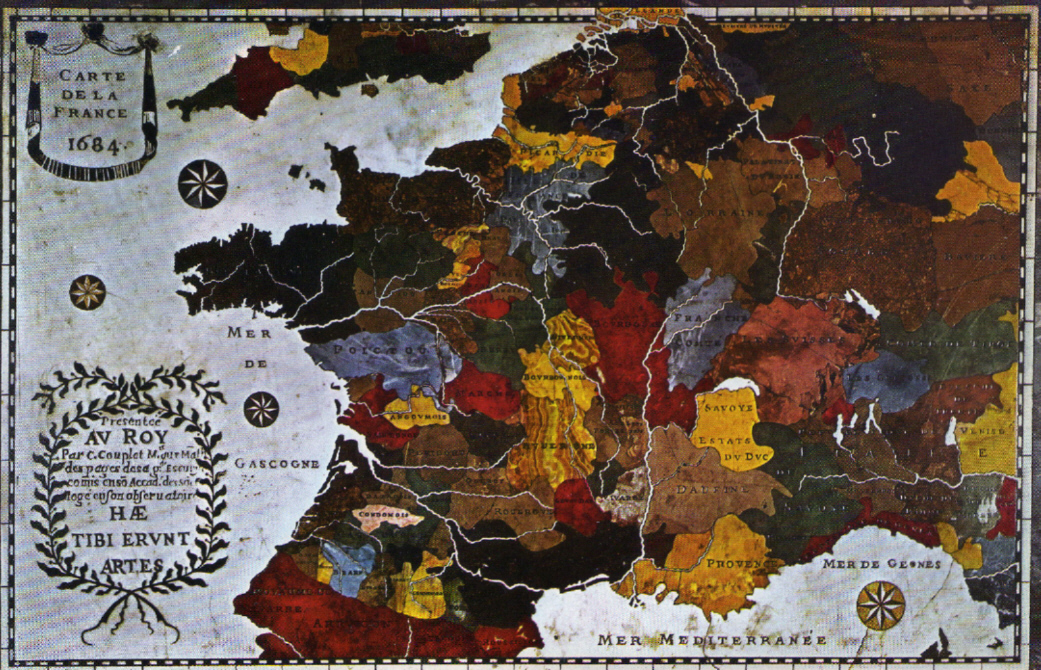
A Francia Királyság térképe 1684-ben.

## A háború lezárása
Maga az aktív háború csak néhány hónapig tartott. Spanyolország senkitől sem várhatott segítséget, néhány csatavesztés után szinte azonnal fegyverszünetet kellett kérnie. I. Lipót császárnak is sürgős volt a megegyezés, a (magyarországi) török front megtörése és az ott megnyílt hatalmas terület-hódítási lehetőség miatt. Megkezdődött a Szent Liga háborúja a török hatalom kiszorítására Európából. XI. Ince pápa közbenjárására XIV. Lajos úgy döntött, a kialakult politikai helyzetben átmenetileg felfüggeszti a támadó háborút az oszmánok ellen küzdő Habsburgok hátában, ezért ő is elfogadta a fegyverszüneti tárgyalások felvételét.
Sietős tárgyalások kezdődtek a kelet-bajorországi Regensburgban (francia nyelvű dokumentumokban Ratisbonne-ban) a Német-római Birodalom és Franciaország küldöttei között. 1684. augusztus 15-én megkötötték a regensburgi fegyvernyugvási szerződést (franciául: Trêve de Ratisbonne, németül: Regensburger Stillstand). Ebben XIV. Lajos 20 évnyi fegyvernyugvásban egyezett meg a Lipót császárral, a status quo alapján. A magára maradt Spanyolországnak nem maradt más választása, augusztus 20-án csatlakozott az egyezményhez. A regensburgi megállapodásban XIV. Lajos elismertette összes addigi fegyveres hódítását, amelyet Spanyolország és a Német-római Birodalom rovására realizált. A Spanyol-Németalföldi szerzemények mellett 20 évnyi időtartamra megtarthatta a Birodalomtól elragadott Luxemburgi Hercegséget, Strassburgot, Elzász északi felét és a Saar-vidéket is. Vitás területi kérdésekben Lajos a saját unokabátyját, II. Károly angol királyt kérte fel közvetítőnek és döntőbírónak. A Francia Királyságnak hosszú ideig semmilyen ellenséges veszéllyel nem kellett számolnia. A 20 évre megkötött fegyverszünetnek elvileg 1704-ig ki kellett volna tartania.

## Következmények
A regensburgi megállapodást hatalmas sikerként ünnepelték Franciaországban. XIV. Lajos nem hagyott kétséget afelől, hogy a fegyvernyugvást végleges hódításnak tekinti, és a következő években minden politikai törekvése e véglegesség elismertetésére irányult.
Bécs 1683-as török ostromának visszaverése és a keresztény koalíció kahlenbergi győzelme után, 1684 januárjában Lipót császár amnesztiát adott a neki behódoló magyarországi bujdosóknak és kurucoknak, majd áprilisban megindította csapatait Magyarország teljes meghódítására. A hódítás váltakozó sikerrel haladt. I. Lipót császár joggal remélhette, hogy a hosszú időre megkötött fegyvernyugvás biztosítja a hátát nyugaton, és elegendő időt ad az áhított keleti (magyarországi és balkáni) hódításokra. A francia egyesítési kamarákat, amelyek betöltötték feladatukat, XIV. Lajos 1686 folyamán feloszlatta. 1686-ban a Szent Liga csapatai elfoglalták Buda várát.
A 20 évre tervezett fegyvernyugvás azonban csupán 4 évig tartott. A francia Bourbonok és az osztrák–spanyol Habsburgok ellentéte továbbra is fennmaradt. A császári csapatok keleti fronton elért elsöprő sikerei XIV. Lajos királyt hamarosan arra indították, hogy felújítsa a Birodalom elleni háborút. Támogatást nyújtott a törököknek és a Habsburg-ellenes kuruc felkelőknek is. 1688-ban aztán a rajnai fronton is kirobbant a két nagyhatalom közötti pfalzi örökösödési háború, amely már 9 éven át pusztított Európában (1688–1697). Az ezt lezáró 1697-es rijswijki békeszerződés aztán részben megsemmisítette az „egyesítésekből” keletkezett francia területfoglalásokat, kivéve Elzászt, amely végleg francia birtokká vált.

## A háború elnevezése
Ezt az eseménysorozatot, az 1683–84-es spanyol–francia háborúval együtt, a hivatalos francia szóhasználat következetesen guerre des réunionsnak, azaz „egyesítési” vagy „újraegyesítési háború”nak, betű szerint az „egyesítések háborújá”nak nevezi. (A francia réunion szó kétféle szellemben fordítható magyarra: az igényelt birtokokat, függelékeket de jure „újraegyesítik” a korábban hozzájuk tartozó, de Franciaországhoz került központjukkal, illetve „egyesítik” őket a Francia Királysággal (azaz de facto elfoglalják őket). A háborút más (angol, német) történészek is a francia réunion szó átvételével jelölik meg: Reunionskrieg, War of the Reunions). Egyes történészek az „(újra)egyesítési háborúk” megjelölést kiterjesztő értelemben alkalmazzák a XIV. Lajos által indított összes területszerző háborúkra (a devolúciós háborúra, a francia–holland háborúra, az itt tárgyalt 1683–84-es spanyol–francia háborúra, sőt a később, 1688-ban kitört pfalzi örökösödési háborúra is).

## Lásd még
- A francia egyesítési politika (franciául)
- A francia egyesítő kamarák (franciául)
- Charles Colbert, Croissy márkija (franciául)
- A regensburgi fegyvernyugvási szerződés (franciául)